# Engelsby-Süd

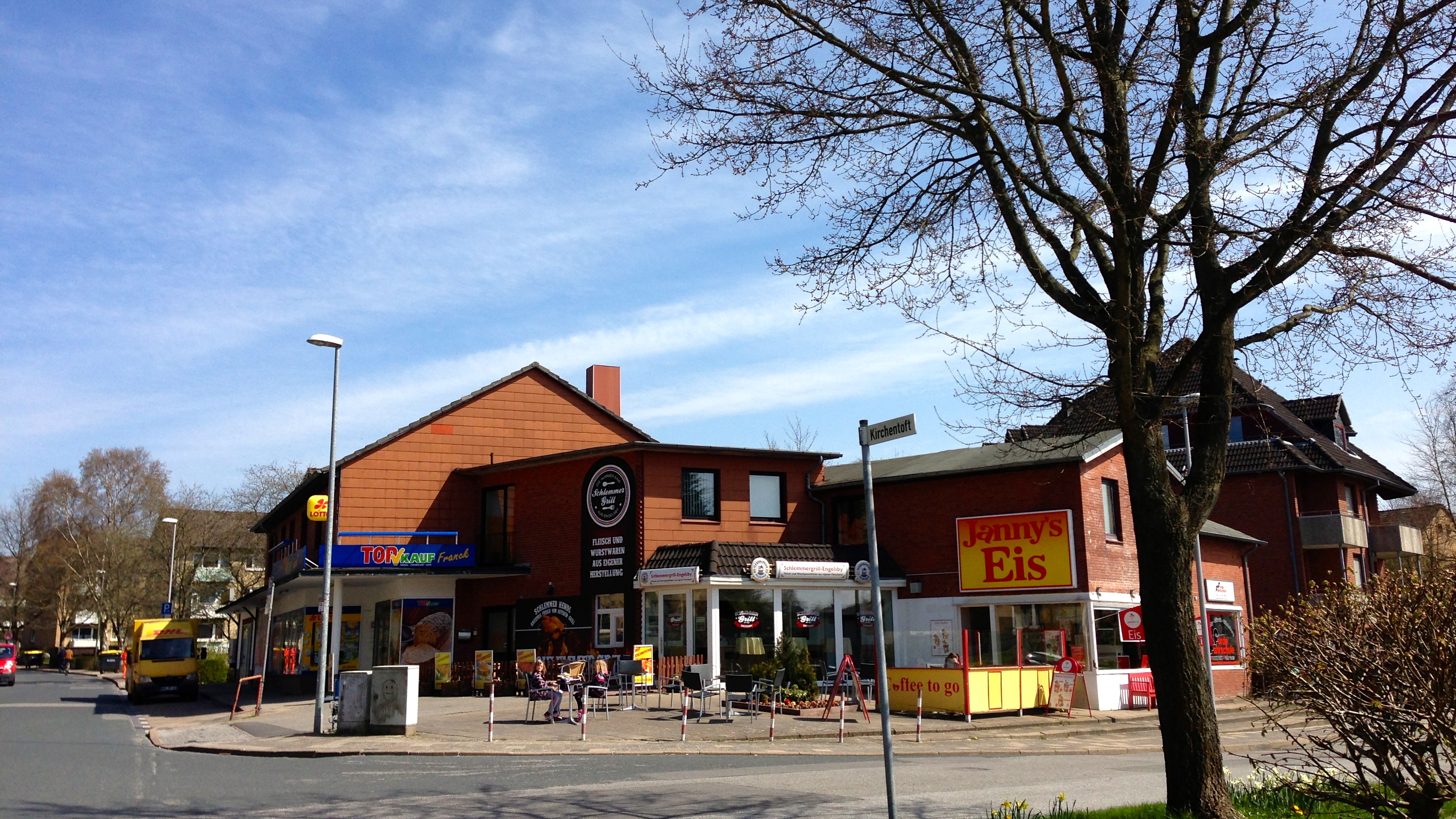
An der Kreuzung der Straßen Kirchentoft, Beethovenstraße, der kleine Zentralbereich des Stadtbezirks im Jahr 2013

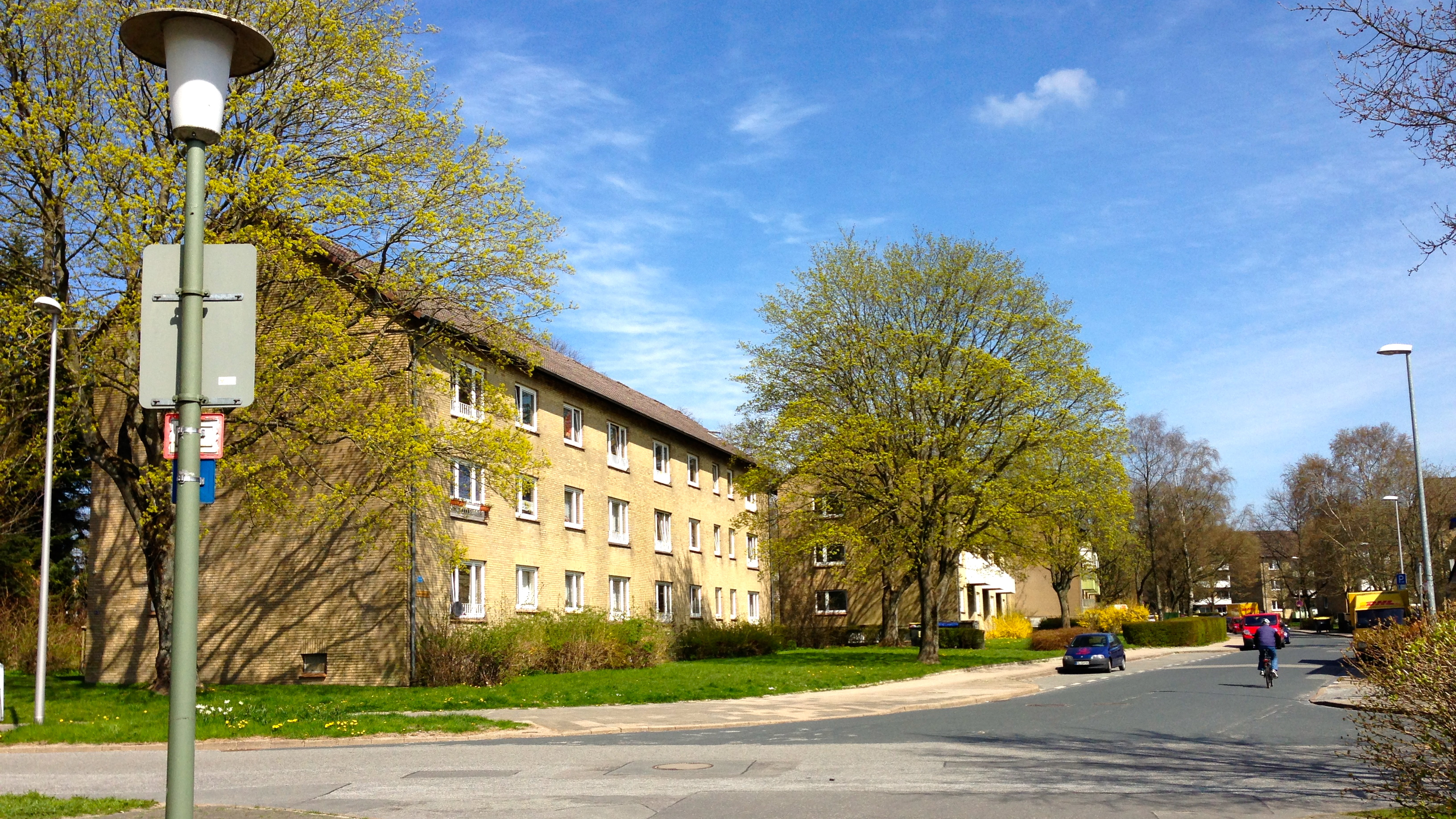
Die Beethovenstraße inmitten des Stadtbezirks im Jahr 2013

Engelsby-Süd (dänisch Engelsby syd) ist ein Stadtbezirk im Flensburger Stadtteil Engelsby. Das südlich von Engelsby-Dorf gelegene Gebiet besteht aus dem Straßenbereich Kirchentoft sowie einem großen Teil des westlichen Musikerviertels, bis zur Mozartstraße.

## Hintergrund
Der im Westen des Stadtbezirks gelegene Bereich Kirchentoft ist mit seinem Namen schon seit dem Jahr 1768 bezeugt und bedeutet „Kirchenfeld“. Es handelt sich bei diesem Namen um den ältesten im besagten Stadtbezirk. Auf welche Kirche sich der Name bezieht, ist offenbar nicht genau überliefert. Der Bereich liegt unweit nördlich von der Adelbyer Johanniskirche, die möglicherweise gemeint sein könnte. Eine andere Möglichkeit wäre ein Bezugnahme auf das kirchliche Hospital, sollte eine solche Verbindung bestanden haben. Bis zur Eingemeindung im Jahr 1910 gehörte der Bereich Kirchentoft, der im Westen bis an den Lautrupsbach reicht (mit weiteren Bereichen des heutigen Stadtbezirks Engelsby-Süd), noch zur Gemeinde Fruerlund. Gleiches gilt im Übrigen für den Jürgensbyer Bereich auf dem unmittelbar gegenüberliegenden Flussufer, wo sich noch heute das „Hotel Fruerlund“, im ehemaligen Fruerlunder Bahnhofsgebäude der Flensburger Kreisbahn, mit der Adresse Glücksburger Straße 174 befindet. Die beim Hotel befindliche Bushaltestelle trägt im Übrigen noch heute den Namen Fruerlundmühle, nach der ehemals nicht weit entfernt gelegenen Fruerlunder Mühle. Der Name des Straßenbereichs Kirchentoft wurde erst am 8. Dezember 1955 explizit festgelegt. Die den Norden des Stadtbezirks markierende Straßenverbindung Glücksburger Straße und Engelsbyer Straße, erhielt ihre beiden offiziellen Straßennamen schon zuvor im Jahr 1910. Die zum Stadtbezirk gehörigen Straßen des Musikerviertels erhielten ihre Namen erst in den Jahren 1961/62. Die Beethovenstraße und der Franz-Schubert-Hof wurden am 5. April 1961 benannt. Die teilweise zum Stadtbezirk gehörige Mozartstraße erhielt am selben Tag ihre offizielle Benennung. Es folgte am 27. September 1962 die Joseph-Haydn-Straße. Die Richard-Wagner-Straße, die ebenfalls zum Teil zum Stadtbezirk gerechnet wird, erhielt ihren Namen schließlich am 9. September 1965.
Die Stadtbezirksbezeichnung Engelsby-Süd findet offensichtlich spätestens seit Anfang der 2000er Jahre seine Verwendung. Wie und wann es genau zur Bezeichnung des Stadtbezirks kam, ist jedoch unklar. Ein historisches, identitätsstiftendes Gefüge im Stadtbezirksbereich ist offensichtlich kaum erkennbar. Der Name wird zumeist im amtlichen Bereich verwendet. Wie schon erwähnt entspricht der südliche Gebietsbereich, der Anfang des 20. Jahrhunderts noch zur Landgemeinde Fruerlund gehörte, heutzutage ungefähr dem Stadtbezirk Engelsby-Süd. Die Benennung lehnt sich möglicherweise an diesen Umstand an. Ein kleiner Zentralbereich im Stadtbezirk befindet sich heute an der Kreuzung der Straßen Kirchentoft, Beethovenstraße und Richard-Wagner-Straße (Lage), wo sich ursprünglich ein Spar-Laden angesiedelt hatte und heute ein Imbiss und eine Eisdiele zu finden sind.